# William Serantes
William Serantes est un amiral et homme politique vénézuélien, né à Catia La Mar le 14 avril 1964. Issu de la promotion Teniente Pedro Lucas Urribarri de l'école navale, il est l'actuel ministre vénézuélien du Développement minier écologique depuis le 19 août 2021.

## Biographie
Le 19 août 2021 est nommé ministre vénézuélien du Développement minier écologique par le président Nicolás Maduro.